# Stop for a Minute (canción de Keane)
«Stop for a Minute» en español «Detente por un Minuto», es una canción de la banda británica Keane perteneciente al EP Night Train. Fue escogida como el primer y único sencillo del EP y es interpretada junto al rapero K'naan. Fue lanzado el 5 de abril de 2010 en el Reino Unido y el 11 de abril en Estados Unidos. Aparece en la banda sonora del videojuego Pro Evolution Soccer 2011.

## Recepción
Ryan Brockington del New York Post elogió la canción, llamándola "tan brillante como su nuevo trabajo Night Train. Nick Levine de Digital Spy también hizo una revisión positiva de la canción diciendo que "es una canción electro pop elegante".

## Vídeo musical
El vídeo comienza con imágenes de las calles de Londres antes de entrar en un pub. El vocalista Tom Chaplin junto a K'naan aparecen cantando la canción en el pub rodeados por los clientes que disfrutan de la noche, en contraste con algunas partes de la letra de la canción.

## Posicionamiento
| Listas                             | Posicionamiento |
| ---------------------------------- | --------------- |
| Bélgica (Ultratop Flanders)        | 3               |
| Bélgica (Ultratop Valonia)         | 7               |
| Brasil Hot 100                     | 24              |
| Países Bajos (Top 40)              | 14              |
| Países Bajos (Mega Single Top 100) | 35              |
| UK R&B Chart                       | 14              |
| US Billboard Triple A              | 19              |

## Lanzamiento
| País           | Fecha                                 |
| -------------- | ------------------------------------- |
| Reino Unido    | 5 de abril de 2010 (descarga digital) |
| Reino Unido    | 10 de mayo de 2010 (CD single)        |
| Estados Unidos | 11 de abril de 2010                   |